# Colchicum raddeanum
Colchicum raddeanum är en tidlöseväxtart som först beskrevs av Eduard August von Regel, och fick sitt nu gällande namn av Karin Persson. Colchicum raddeanum ingår i släktet tidlösor, och familjen tidlöseväxter. Inga underarter finns listade i Catalogue of Life.